# Johnny Mathis
John Royce Mathis (n. Gilmer, Texas, 30 de septiembre de 1935), más conocido como Johnny Matis, es un cantautor estadounidense de música popular y de jazz, ganador de varios premios Grammy.
Es el último de una larga lista de vocalistas masculinos tradicionales que surgieron antes de que el rock predominara en los años 1960, como Frank Sinatra, Dean Martin, Perry Como, Tony Bennett, Andy Williams, y Al Martino. Mathis se concentró en el jazz y en el pop románticos para la audiencia adulta contemporánea hasta la década de los años 1980.
Comenzando su carrera con un aluvión de sencillos, Mathis se hizo más popular como un artista de álbumes, con varias docenas de discos de oro y de platino, teniendo 73 entradas en las listas de Billboard a la fecha. Mathis ha vendido más de 350 millones de discos y álbumes, a nivel mundial de acuerdo a la información proporcionada por el historiador Paul Gambacini y otras informaciones, lo cual ha hecho que Mathis sea el tercer artista que más ha grabado durante el siglo XX y en los últimos 60 años. 
Mathis ha sido descrito como un cantante romántico, ya que su discografía incluye, jazz, pop tradicional, música brasileña, música en español, música de soul, rhythm and blues, soft rock, teatro de Broadway, estándar de Tin Pan Alley, algunas melodías como blues y música country y algunas canciones disco de su álbum Mathis Magic de 1979. Mathis también grabó seis álbumes de música navideña. En una entrevista en 1968 citó a Lena Horne, Nat King Cole y Bing Crosby como sus influencias musicales.

## Biografía
Mathis nació en Gilmer, Texas, siendo el cuarto de los siete hijos de Clem Mathis y su esposa Mildred Boyd. La familia se mudó a San Francisco, California, en la Ave 32, en Richmond District, donde Johnny creció. Su padre trabajó durante un tiempo en el vodevil, y cuando vio el talento en ciernes de su hijo, el anciano Clem Mathis, compró un viejo piano vertical de 25 dólares para alentar sus esfuerzos. Mathis comenzó a aprender de su padre las canciones y las rutinas. Su primera canción fue "My blue heaven". Mathis comenzó cantando y bailando para las visitas en casa y luego, públicamente, en funciones de la escuela y de la iglesia.
Cuando tenía 13 años, la maestra de vocalización Connie Cox lo aceptó como su estudiante pero a cambio de hacer pequeños trabajos en su casa. Johnny estudió con Cox seis años aprendiendo escalas vocales y ejercicios fortalecedores de voz, cantando clásico y opereta. Es uno de los pocos cantantes que recibió durante años de forma profesional ejercicios de la voz que incluían ópera. El primer grupo en que cantó estaba formado por su amigo de la secundaria Merl Saunders. Mathis mencionó en su funeral en el año 2008 que gracias a él tuvo la primera oportunidad como cantante. 
Mathis fue una estrella como atleta en el George Washington High School de San Francisco, California. Fue un gran saltador de vallas y jugó en el equipo de baloncesto. En 1954 ingresó en la Universidad Estatal en San Francisco con una beca de atletismo con la intención de formarse como maestro de inglés y maestro de educación física.

## Inicios de una carrera musical
En San Francisco, mientras cantaba un domingo en la tarde en una sesión improvisada con amigos de un sexteto de jazz en el Black Hawk Club (Club del halcón negro), Mathis atrajo la atención de la cofundadora del club y del Down Beat Club Helen Noga, en audición sola con su esposo John y Guido Caccienti. Ella fue su mánager musical. Los Clubes atraían los más finos músicos de Jazz, incluyendo a Dave Brubeck, Miles Davis y Billie Holiday. John Noga y Guido Caccienti habían abierto el Black Hawk en el otoño de 1949. En septiembre de 1955, después que Noga le encontró un trabajo a Mathis como cantante en los fines de semana en el Club Ann Dee´s 440, contactó con el productor de jazz George Avakian, jefe de Popular Music A&R en Columbia Records, quién ella había encontrado en vacaciones cerca de San Francisco. Después de varias llamadas, Noga persuadió a Avakian para que fuera a escuchar cantar a Mathis en el 440 Club y después de hacerlo, envío un telegrama a Columbia Records (CBS y posteriormente Sony). Había encontrado a un fenomenal muchacho de 19 años, que podría seguir todo el camino y con quién firmaría un contrato que fueron enviados en blanco. Mathis había dado un gran salto.

### Cantante profesional o atleta olímpico
En San Franscisco State era un notable atleta de salto de altura, pero en 1956 quedó fuera del equipo olímpico de los Estados Unidos que competirían en Melbourne, Australia en noviembre porque Mathis tuvo que decidir entre ir a las eliminatorias para los Juegos Olímpicos o ir a la Ciudad de New York para atender el ofrecimiento para hacer sus primeras grabaciones. Con el permiso de su padre, Mathis optó por iniciar una carrera profesional de cantante. Su álbum LP fue grabado a finales de 1956 pero tuvo que esperar hasta el primer cuatrimestre de 1957 para ver la luz.
Mathis grabó su primer álbum, llamado Johnny Mathis: "A New Sound In Popular Song" (Un Nuevo Sonido en la Canción Popular), un álbum de jazz que tuvo ventas muy bajas. Pero Mathis estaba en la Ciudad de New York cantando en clubes nocturnos. Su segundo álbum fue producido por el vicepresidente y productor de discos, de la Columbia Records Mitch Miller, el cual ayudó a definir el sonido Mathis. Miller prefería que Mathis cantara suavemente, baladas románticas, siendo apoyado por el conductor y arreglista musical Ray Conniff y más tarde, Ray Ellis, Glenn Osser y Robert Mersey. A fines de 1956, Mathis grabó dos de las más populares canciones: "Wonderfull¡ Wonderfull¡" (Maravilloso, Maravilloso) y "It's Not For Me to Say". (No me corresponde decir)

### Aparición en el cine y en la televisión con su primer número uno
También en ese año, Metro-Goldwyn-Mayer, lo firmó para cantar la última canción en la película Lizzie (1957). Breve tiempo después, Mathis hizo su segunda aparición en una película para 20th Century Fox, cantando la canción "A Certain Smile"  (una sonrisa cierta) en la película del mismo título. Él tuvo pequeños papeles en ambas películas como cantante de un bar. Su temprana aparición en estas dos películas le hicieron que fuera conocido por las masas. Su aparición en el popular programa de TV, The Ed Sullivan Show en 1957, lo ayudó a incrementar su popularidad. Llegó con "Chances are" (Lo más probable es) a su primer número uno de la lista de Billboard en 1957. Los críticos le llamaron "The Velvet Voice" (La Voz de Terciopelo). Mathis también apareció durante este período en la cadena ABC's en el programa The Pat Boone Chevy Showroom, siendo junto con Ella Fitzgerald y Pearl Bailey los únicos miembros afroamericanos del entretenimiento.

### Johnny Mathis a fines de los 50s y principios de los 60s
Durante el verano de 1958, Mathis dejó San Francisco con Nogas, quién vendió su parte del Black Hawk Club ese año, mudándose a Beverly Hills, California, donde Nogas tenía su casa. Mathis vivió con la familia.
En 1958, fue lanzado el álbum: Johnny's Greatest Hits. El álbum dejó un precedente de 491 semanas consecutivas hasta 1967 (nueve años y medio), en la lista Billboard top 100 album charts, recibiendo una mención en Guinness Book de Récords Mundiales.
Nunca antes había sucedido una estancia prolongada.
Mathis tuvo dos grandes hits en 1962 y 1964 con "Gina" (número 6) y "What Will My Mary Say" (Qué dirá mi María) (número 9) de acuerdo a las listas de Billboard Pop Hits. Ambas canciones serían grabadas en español por el cantante mexicano Lalo Carrión primera voz del grupo de Rock and Roll Los Hermanos Carrión.
En octubre de 1964, Mathis dejó a Noga por sus manejos arreglados, por lo cual Noga peleó en la corte en diciembre de 1964. Mathis adquirió una mansión en Hollywood Hills que había sido construida originalmente para el billonario Howard Hughes en 1946 cuando el residió en ese lugar.

### Grabaciones con su propio sello: Global Records
Después de los problemas con Noga, Mathis se estableció en Jon Mat Records, INC., en California el 11 de mayo de 1967, para producir sus grabaciones (previamente él fundó Global Records, Inc. que produjo sus albumenes Mercury), y Rojo Producions, Inc., incorporado en California el 30 de septiembre de 1964, teniendo el manejo de todos sus conciertos, teatros, salones de espectáculos y apariciones en la televisión, así como todas las promociones y actividades caricativas. Su nuevo mánager y pareja de negocios fue Ray Haughn, quién lo auxilió en la guía de su carrera hasta su muerte en diciembre de 1984. Desde ese año, Mathis ha sido responsable de su carrera.
Mientras Mathis continuaba haciendo música, el ascenso de The Beatles en el inicio de los 60 con música de rock, y principios de los años 70', sus grabaciones de música contemporánea para adultos, lo dejaron fuera de los charts de pop singles, hasta que su carrera renació a fines de la década de los 70's.

### Otro número uno en Billboard: 21 años después en 1978
En 1978, Mathis grabó "Too Much, Too Little, Too Late" (Demasiado poco y demasiado tarde) dueto con la cantante Deniece Williams. Los coros y música fueron arreglados por Nat Kipner y John Mcintyre Vallins. Liberado como un sencillo en 1978, llegó al número uno en la lista Billboard en los 100pop hits, número nueve en las listas de Canadá y el número tres en las listas del Reino Unido. También llegó al número uno de las listas de Rythm and Blues y en las listas de música contemporánea para adultos. "Too Much, Too Little, Too Late" fue certificada como disco de oro y de plata en los Estados Unidos y en el Reino Unido obtuvo RIAA y el British Phonographic Industry respectivamente. Fue su primer número uno desde 1957 cuando llegó al tope con la canción "Chances Are". (Lo más probable es).
El dueto liberó a continuación "You're All I Need To Get Baby" (Eres todo lo que necesito para obtener, bebé) que llegó al número 47 en la lista Hot 100. El suceso de duetos con Williams, hizo que Mathis grabara duetos con una variedad de parejas, incluyendo Dionne Warwick, Natalie Cole, Gladys Knight, Jane Olivor, Stephanie Lawrence y Nana Mouskouri. Un álbum de compilación llamado Too Much, Too Little, Too Late, fue liberado por Sony music en 1995, presentando además de ese track, otras canciones del dúo con Williams.
Durante 1980-81, Mathis grabó un álbum Chic's con Bernard Edwards y Nile Rodgers, "I Love My Lady" (Amo a mi dama) pero no liberado completamente, dado que tres de esos tracks aparecieron en una caja Chic en el año 2010, y el cuarto título en la Mathis' Ultimate Collection en el año 2011 y en Chic Organization´s Up All Night en 2013.
Mathis retornó al Top Británico de los álbumes en 2007 con unas melodías liberadas por Sony BMG "The very best of Johnny Mathis". En el año 2008 con el CD "A Night to Remember"  (Una noche para recordar" y en otra vez en el año 2011 con "The Ultimate Collection". Mathis continúa su forma de vida, pero desde el año 2000, el limitó sus presentaciones de concierto de cinco a seis veces al año.
Tanto Mathis como Barbra Streisand, tiene la distinción de ser el más longevo tenor que graba para un sello discográfico que es Columbia Records. Con la excepción de 4 años de rompimiento donde grabó para Mercury Records a mediados de los años 60, él ha continuado su carrera con Columbia Records (hoy Sony) de 1956 a 1963 y de 1968 hasta el presente.
Tuvo cinco de sus álbumes en los Charts de Billboard simultáneos y con ello, igualó con otros dos cantantes: Frank Sinatra y Barry Manilow. Ha tenido 200 sencillos y tuvo 71 canciones que han dado la vuelta al mundo. De acuerdo al historiador Paul Gambaccini, las grabaciones de Johnny Mathis vendidas en el mundo, corresponden a 350 millones de copias siendo el tercer mayor vendedor del siglo veinte después de Elvis Presley y de Frank Sinatra.

### Sus canciones del inicio de su carrera en películas y en series de TV
Muchos pedazos de sus canciones de los numerosos álbumes de Mathis, han sido utilizadas en películas y en la televisión. Por ejemplo, "Chances Are" fue escuchada durante una visita extraterrestre en la película "Encounters of the Third Kind" Encuentros Cercanos del Tercer Tipo) (1977), "Wonderful! Wonderful!" en el episodio "Home" de The X-files. Varias canciones de Mathis, han sido tocadas recientemente en muchas de las series de televisión como Mad Men, y que también han recurrido a caracterizar el nombre de "John Mathis". La canción "¡Wonderful! ¡Wonderful! fue usada en la conclusión de la larga serie de televisión Desperate Housewives (Esposas desesperadas) cuando "Karen McClusky" falleció.
Ha grabado doce especiales para la televisión y hecho 300 apariciones como invitado especial, con 33 de ellas en "The Tonight Show". Por mucho tiempo apareció en "Tonight Show" como huésped de Johnny Carson el cual dijo: "Johnny Mathis es el mejor baladista del mundo". Apareció en el show con el sucesor de Carson, Jay Leno, en marzo de 2007 cantando su canción "The Shadow of Your Smile" (La sombra de tu sonrisa) con el saxofonista Dave Koz. A través de los años, sus canciones (o partes de ellas) han sido escuchadas en 100 shows plus de televisión alrededor del globo. Su aparición en "Live by Request" (Vivir por la petición) en mayo de 1998 en A&E Network tuvo la más grande audiencia televisiva de la serie. También en 1989, Johnny cantó el tema para ABC para la telenovela diurna "Loving" (Amoroso).
Mathis sirvió como narrador para 51 Dons, un documental en 2014 sobre la integración y el invicto en 1951 de San Francisco Dons, un equipo de fútbol americano. El equipo tenía la oportunidad de jugar en el juego del tazón pero se le negó por tener dos jugadores afroamericanos: Ollie Matson y Burl Toler quienes fueron amigos de la infancia de Mathis.

## Vida personal
Después de perderse los ensayos de salto para los Olímpicos, nunca abandonó su afición por los deportes y hoy es un buen golfista quién tiene nueve hole in one (hoyo en uno) y ha sido varias veces anfitrión del "Johnny Mathis Golf Torunaments" en el Reino Unido y en los Estados Unidos desde 1985 y también ha sido huésped del torneo de golf de caridad en Belfast, Irlanda patrocinado por Shell corporation y el "Johnny Mathis Invitational Track & Field Meet" que se continua en San Francisco State University desde que se inició en 1982.
Mathis estuvo en rehabilitación por adicción al alcohol y a medicamentos de prescripción restringida, y ha dado apoyo a muchas organizaciones a través de los años, incluyendo American Cancer Society, The March Dimes y YWCA y YMCA y The Muscular Distrophy Association y the NAACP.
Mathis es abiertamente gay. Su primera "explosión" salió de él mismo en 1982 en un artículo publicado en Us Magazine donde se le preguntó y terminó diciendo: "La homosexualidad es una manera de vida que ha crecido en mí y que me he acostumbrado". Luego envió una carta al Us Magazine donde se retractaba. En 2006, Mathis reveló que su silencio había sido por las amenazas de muerte que recibió como resultado de ese artículo en 1982. El 13 de abril de 2006, a Mathis se le otorgó una portada en entrevista con The Strip en donde responde acerca de lo referido otra vez y su renuencia a hablar de ello como sujeto parcial generacional.

## Honores y premios

### Grammys
En 2003, The Academy of Recording Arts and Sciences otorgó a Mathis el premio de realización de por vida. Este premio especial se obtiene por votación de Recording Academy's National Trustees por su comportamiento excepcional, durante sus vidas y que han tenido contribuciones artísticas significantes en el campo de la grabación.

### Salón de la fama de los Grammys
Johnny Mathis fue ingresado en Grammy Hall of Fame por tres grabaciones separadas en 1998 por "Chances Are" (Lo más probable es), en 2002 por "Misty" (Brumoso) y en 2008 por "It's Not for Me to Say" (No es para mí decir).

### Salón de la fama del gran cancionero de Estados Unidos
El 21 de junio de 2004, Johnny Mathis ingresó al Great American Songbook Hall of Fame junto con Linda Ronstadt, Shirley Jones y Nat King Cole (su hija Natalie Cole recibió el premio en su nombre). Los premios fueron presentados en The Center for the Performing arts Artistic Director Michael Feinstein. Definió en su sitio de webside: "Concebido como un testamento duradero y de honor para Great American Songbook, the Hall of Fame para intérpretes y compositores responsables de la creación del sonido de los Estados Unidos.

### Otros
En 1978, tuvo un éxito a dueto con "The Last Time I Felt Like This" (La última vez que yo sentí esto) de la película "Same Time, Next Year" (Mismo tiempo el próximo año), siendo nominada para el premio de la Academia como mejor canción original. Mathis y Joan Olivor cantaron la canción en la Ceremonia de premios, siendo su segunda presentación en la entrega de los Oscars. La primera había ocurrido 20 años atrás a principios de 1958, cuando cantó "Will Is the Wind" (Salvaje es el viento) de Dimitri Tiomkin y Ned Washington de la película del mismo nombre. También recibió el premio de The Society of Singers Lifetime Achievement Award en el año 2006. En 2007, Mathis ingresó al Hit Parade Hall of the Fame.

### Éxitos
Ha tenido infinidad de éxitos, siendo los más conocidos. "Wonderful Wonderful", "Chances Are", "Gina", "Misty", "What Will Mary Say", siendo estos éxitos traducidos al español con gran aceptación en América Latina.